# La Trinité-Porhoët
La Trinité-Porhoët è un comune francese di 757 abitanti situato nel dipartimento del Morbihan nella regione della Bretagna.

## Società

### Evoluzione demografica
Abitanti censiti